# Anabasis ferganica
Anabasis ferganica là loài thực vật có hoa thuộc họ Dền. Loài này được Drobow mô tả khoa học đầu tiên năm 1916.